# São Sebastião do Barroso
São Sebastião do Barroso é um distrito do município brasileiro de Jampruca, no interior do estado de Minas Gerais. Segundo o censo demográfico de 2022, realizado pelo Instituto Brasileiro de Geografia e Estatística (IBGE), sua população era de 1 013 habitantes e havia 370 domicílios particulares permanentes ocupados. Possui área de 246,85 km² conforme a Fundação João Pinheiro (FJP).
De acordo com o IBGE, em 2010 a população era de 1 071 habitantes e havia 487 domicílios particulares.
Foi criado com a denominação de São Sebastião do Barreiro pela lei estadual nº 2.764 de 30 de dezembro de 1962, então pertencente ao município de Campanário, emancipado nessa mesma data. Passou a pertencer a Jampruca após a emancipação do município, pela lei estadual nº 10.704 de 27 de abril de 1992, que também renomeou o distrito para São Sebastião do Barroso.